# 雲仙市立川床小学校
雲仙市立川床小学校（うんぜんしりつ かわとこしょうがっこう）は、長崎県雲仙市吾妻町川床名にある公立小学校。

## 概要
歴史
1874年（明治7年）創立。2014年（平成26年）に創立140周年を迎えた。
学校教育目標
「自ら学び、心豊かでたくましく生きる子どもの育成」
校章
左右の稲穂の根本をリボンで結んだ絵を背景にして、校名の「川」の文字を図案化した三本線の円と「床」の文字を中央に置いている。
校歌
1969年（昭和44年）に制定。作詞は風木雲太郎、作曲は山口健作による。歌詞は3番まであり、歌詞中に校名は登場しない。
校区
雲仙市吾妻地区（旧・吾妻町）の「布江・川床・牧ノ内・黒仁田」。中学校区は雲仙市立吾妻中学校。

## 沿革
- 1871年（明治4年）- 廃藩置県により、島原県の管轄となる。間もなく島原県は長崎県に統合される。
- 1872年（明治5年）8月 - 学制が頒布される。
- 1874年（明治7年）4月 - 高来郡山田村に以下の第五大学区第三中学区[2]小学校が5校創立する[3]。
  - 「第一番 阿母小学校」（読み「あぼ」、中阿母の白山権現籠堂を校舎とする）
  - 「第二番 川床小学校」（読み「かわとこ」、川床名 東ノ元）
  - 「第三番 布江小学校」（読み「ぬのえ」、布江名 四面宮籠堂）
  - 「第四番 馬場小学校」（馬場名 火泥301-1の旧庄屋宅）
  - 「第五番 船津小学校」（牛口名58 牛口神社の隣接地）
- 1877年（明治10年）
  - 1月 - 布江小学校が川原名前原に移転して「川床分校」[4]になる。
  - 6月4日 - 学区改定により、「第五大学区 第二中学区[5]」に属することになる。
- 1878年（明治11年）
  - 4月 - 郡制の施行により、長崎県南高来郡の管轄となる。
  - 12月 - 学区改定により、「南高来郡 神代部」に属することとなる。
- 1883年（明治16年）4月 - 川床小学校と川床分校が統合され、「公立初等川床小学校」となる。
- 1886年（明治19年）9月 - 小学校令の施行により、「簡易川床小学校」に改称（修業年限3年）。
- 1889年（明治22年）4月1日 - 町村制の施行により、山田村立の小学校となる。
- 1893年（明治26年）4月 - 統合により「山田尋常小学校 川床分校」に改称。
- 1911年（明治44年）4月 - 「山田尋常高等小学校 川床分校」に改称（尋常科6年・高等科2年）。児童数は825名で、学級数は14。
- 1941年（昭和16年）4月1日 - 国民学校令の施行により、「山田村国民学校 川床分教場」に改称。尋常科を初等科に改める（尋常科6年・高等科2年）。
- 1947年（昭和22年）4月1日 - 学制改革（六・三制の実施）により、「山田村立第一小学校 川床分校」となる。
- 1948年（昭和23年）4月1日 - 山田村立第一小学校から分離し、「山田村立第二小学校」として独立。
- 1949年（昭和24年）10月16日 - 木造新校舎が完成。
- 1954年（昭和29年）
  - 3月15日 - 電話が開通。
  - 4月1日 - 守山村と山田村が合併して「吾妻村」が発足。これに伴い「吾妻村立川床小学校」に改称。
- 1960年（昭和35年）10月12日 - 川床地区公民館が完成。
- 1963年（昭和38年）4月1日 - 吾妻町の発足により、「吾妻町立川床小学校」に改称。
- 1964年（昭和39年）11月12日 - 新校舎（鉄骨造2階建て7教室）が完成。
- 1967年（昭和42年）9月23日 - 運動場を拡張。
- 1968年（昭和43年）10月1日 - 完全給食を開始。
- 1969年（昭和44年）3月13日 - 校歌を制定。
- 1973年（昭和48年）1月19日 - 気象コーナーを設置。
- 1974年（昭和49年）
  - 4月 - 学校給食を自校調理方式から吾妻町・愛野町学校給食センター調理配送方式に変更。
  - 10月20日 - 創立100周年記念式典を挙行。記念碑を建立。
- 1977年（昭和52年）
  - 5月14日 - 川床地区公民館の畳室を音楽室に改造。
  - 5月27日 - ピアノを購入。
  - 6月8日 - 旧給食室を家庭科室に改造。
- 1978年（昭和53年）8月5日 - プールが完成。
- 1979年（昭和54年）3月19日 - 小鳥小屋を設置。
- 1980年（昭和55年）
  - 2月19日 - 体育館が完成。
  - 3月12日 - グランドピアノが寄贈される。
  - 5月6日 - 改造により校長室と図書室を入れ替える。
  - 5月27日 - 各教室にカラーテレビを設置。
- 1982年（昭和57年）3月6日 - 新校舎が完成。
- 2005年（平成17年）10月11日 - 雲仙市の発足により、「雲仙市川床小学校」（現校名）に改称。

## 周辺
- 川床公民館